# Локус количественных признаков
Локусы количественных признаков, сокращённо — ЛКП (от англ. Quantitative Trait Loci — QTLs), являются участками ДНК, либо содержащими гены, либо сцепленными с генами, которые отвечают за тот или иной  количественный признак. Количественные признаки относятся к характеристикам, которые различаются по степени своего выражения и могут быть отнесены к полигенным эффектам, то есть являются продуктом двух или более генов.

## Природа количественных признаков

### Полигенное наследование
Для количественных признаков характерно полигенное наследование, также известное как «множественное», или мультифакторное. Оно относится к наследованию характеристик фенотипа, за которые отвечают два или более гена, или взаимодействие последних с окружающей средой, или и то, и другое. В отличие от моногенных признаков, полигенные признаки не подчиняются законам Менделя. Вместо этого фенотипические признаки обычно варьируют с равномерным отклонением, изображаемым при помощи кривой нормального распределения.
Примером полигенных признаков может служить цвет человеческой кожи. За определение естественного цвета кожи индивида отвечают многие гены, так что изменение лишь одного из них едва ли приведёт к существенным переменам в цвете.

### Полигенные заболевания
Многие наследственные заболевания имеют полигенную природу; к таковым относятся аутизм, рак, диабет и другие. Большинство фенотипических характеристик являются результатом взаимодействия множества генов.
Примеры заболеваний мультифакторной этиологии:
Врожденные пороки
- Расщепление нёба[2][3].
- Дисплазия тазобедренного сустава.
- Врождённые пороки сердца.
- Дефект нервной трубки.
- Пилоростеноз (сужение привратника желудка).
- Деформации стопы.

Болезни, развивающиеся у взрослых
- Сахарный диабет[3].
- Рак[3].
- Эпилепсия.
- Глаукома.
- Артериальная гипертензия.
- Ишемическая болезнь сердца.
- Биполярное аффективное расстройство.
- Шизофрения.

Считается, что заболевания мультифакторной природы составляют большинство среди генетических нарушений человека.

## Размеры ЛКП
Показано, что комплексная генетическая система, включающая группу полигенов и образующая локус количественных признаков, может быть достаточно чётко локализованной (компактной). Предполагается, что ЛКП существует в геномах многих высших организмов как цельная единица, и, как было оценено в 1980 году, размер ЛКП может составлять у человека 20 сантиморганид.

## QTL-картирование
Картирование участков генома, включающих гены, связанные с определённым количественным признаком, производится при помощи молекулярных маркеров, таких как AFLP (полиморфизм длин амплифицированных фрагментов (в сайтах рестрикции), или ПДАФ), микросателлитов или SNP (однонуклеотидный полиморфизм). Это первый шаг в идентификации и определении генов, отвечающих за изменчивость признаков. Затем проводят анализ последовательности ДНК и определяют кандидатные гены, которые могут участвовать в контроле изучаемого количественного признака. В тех случаях, когда геном организма ещё не секвенирован полностью, прибегают к позиционному клонированию. На основе данных сцепления количественного признака с генетически локализоваными полиморфными маркерами выделяют геномные клоны, соответствующие картированному локусу, и путём их секвенирования идентифицируют вероятные гены, связанные с проявлением признака.

## Значение в сельском хозяйстве
У сельскохозяйственных растений и животных множество хозяйственно полезных признаков (продуктивность, выход рисовой крупы, качество яиц и т. п.) наследуются по сложному полигенному типу и находятся под контролем многих генов, расположенных в QTL-локусах. Сведения о нуклеотидных последовательностях из районов QTL могут быть использованы, например, в практическом животноводстве для проведения селекции посредством молекулярных маркеров (англ. marker-assisted selection — MAS). Исследование комплексной молекулярной архитектуры этих локусов является важным и с точки зрения общей генетики. При этом часто применяют методику позиционного клонирования районов хромосом, контролирующих количественные признаки, которые предварительно локализованы с помощью полиморфных (например, микросателлитных) маркеров.